# Liste der Wappen in der Provinz Fermo
Die Liste der Wappen in der Provinz Fermo zeigt die Wappen der 40 Gemeinden in der Provinz Fermo in den Marken in der Republik Italien. In dieser Liste sind die Wappen jeweils mit einem Link auf die Gemeinde angezeigt.

## Wappen der Provinz Fermo

Provinz Fermo
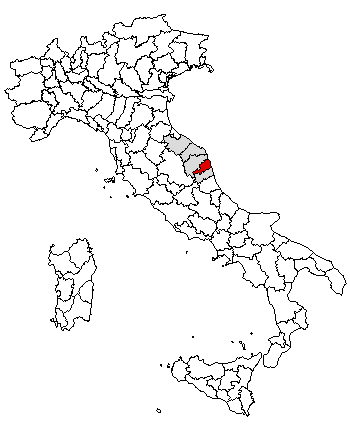
Lage in Italien

## Wappen der Gemeinden der Provinz Fermo

Altidona
Amandola
Belmonte Piceno
Campofilone
Falerone
Fermo
Francavilla d’Ete
Grottazzolina
Lapedona
Magliano di Tenna
Massa Fermana
Monsampietro Morico
Montappone
Montefalcone Appennino
Montefortino
Monte Giberto
Montegiorgio
Montegranaro
Monteleone di Fermo
Montelparo
Monte Rinaldo
Monterubbiano
Monte San Pietrangeli
Monte Urano
Monte Vidon Combatte
Monte Vidon Corrado
Montottone
Moresco
Ortezzano
Pedaso
Petritoli
Ponzano di Fermo
Porto San Giorgio
Porto Sant’Elpidio
Rapagnano
Sant’Elpidio a Mare
Santa Vittoria in Matenano
Servigliano
Smerillo
Torre San Patrizio